# 扬·穆哈
贊尼·穆查（Ján Mucha，1982年12月15日—），斯洛伐克職業足球員，司職守門員。

## 生平
穆查在斯利納贏得了兩次聯賽冠軍。2005年轉投波蘭球會歷基亞，在2005/06年度新球會歷基亞贏得了波蘭甲級聯賽冠軍時，穆查大部分時間都在板凳上度過。直至2007/08年賽季，球隊首席門將法比安斯基加盟阿仙奴後，他才當上球隊首席門將。
2010年1月23日穆查與英超球會愛華頓簽訂約前協議，於球季結束後以自由身加盟，簽約三年。

## 連結
- nationalfootballteams （页面存档备份，存于）